# Ruski kaganat
Ruski kaganat (tudi Volhovska Rusija, Ilmenska Rusija ali Novgorodska Rusija) je naziv hipotetične vzhodnoevropske države, ki naj bi bila na višku moči v slabo dokumentiranem poznem 8. in zgodnjem 9. stoletju. Šteje se za predhodnika Rurikove države in Kijevske Rusije. Kaganat je bil država ali skupek mestnih držav, ki naj bi jo ustanovili Rosi ali zgodovinski Rusi, med katerimi je bilo tudi nekaj Skandinavcev – Varjagov. Lokacija kaganata je predmet razprav. Različne teorije ga postavljajo vse od Skandinavije, do juga današnje Ukrajine. Prebivalci so bili mešanica baltskih, slovanskih, ugrofinskih in nordijskih ljudstev. Ozemlje kaganata je bilo središče delovanja Varjagov, ljudstva iz vzhodne Skandinavije, trgovcev in piratov.
Sodobni viri navajajo, da so bila prva središča, ki so bila zametki kasnejših mest, Holmgård (Novgorod), Aldeigja (Stara Ladoga), Ljubša, Sarsko gorodišče in Timerjevo. Vladarji naj bi nosili staroturški vladarski naslov kagan. V Ruskem kaganatu se je začela oblikovati družba zgodovinskih Rusov. Iz njega je nastala Kijevska Rusija in njene naslednice, iz katerih so se kasneje razvile sodobna Belorusija, Ukrajina in Rusija.
Del zgodovinarjev kaganat obravnava kot hipotetično državo in »zgodovinski fantom«. Po mnenju nekaterih se družbe zgodovinskih Rusov v tem obdobju ne da šteti za državo. V več zgodovinskih virih iz časa hipotetičnega obstoja kaganata ta ni omenjen, čeprav govorijo o Rusih.

## Pisni viri
Vladarjev naslov kagan je omenjen v več zgodovinskih virih. Večina virov so tuja besedila iz 9. stoletja in tri vzhodnoslovanska besedila iz 11. in 12. stoletja.
Najstarejši evropski vir, ki omenja kaganat, so frankovski Anali sv. Bertina (Annales Bertiniani). Anali omenjajo skupino Nordijcev, ki so se imenovali Ros (qi se, id est gentem suam, Rhos vocari dicebant) in so okrog leta 838 obiskali Konstantinopel. Nordijci so se bali vrniti domov skozi stepe, ki so jih obvladovali napadalni Madžari, zato so v spremstvu grških ambasadorjev bizantinskega cesarja Teofila potovali skozi Nemčijo. Na obisku pri frankovskem cesarju Ludviku Pobožnemu v Ingelheimu so mu omenili, da se njihov vladar imenuje kagan (latinsko: chacanus) da živijo na severu in da so Švedi (comperit eos gentis esse sueonum).
Trideset let kasneje, leta 871, sta se bizantinski cesar Bazilij I. in rimski cesar Ludvik II. sprla za oblast nad Barijem, od koder sta s skupnimi močmi pregnala Arabce. Bizantinski cesar je svojemu nasprotniku poslal ogorčeno pismo, v katerem ga je obtožil, da si je nezakonito prilastil naslov cesarja. Trdil je, da so frankovski vladarji samo reges (rimski kralji), medtem ko naslov cesar pripada vladarju vseh Rimljanov, se pravi njemu. Poudaril je tudi, da ima vsak narod svoj naziv za svojega vladarja. Avari, Hazari (Gazari) in "Nordijci" (Nortmanno), na primer, imajo kagana. Ludvik mu je odgovoril, da je za avarskega kagana že slišal, za kagana Hazarov in Nordijcev pa ne. Bazilijevo pismo se je žal izgubilo, njegovo vsebino pa je mogoče rekonstruirati iz Ludvikovega odgovora, ki je v celoti naveden v Salernski kroniki (Chronicon Salernitanum). Korespondenca med cesarjema kaže, da je vsaj eni skupini Skandinavcev vladal "kagan".
Ahmed ibn Rustah, muslimanski geograf iz 10. stoletja, po poreklu iz Perzije, je zapisal, da je ruski kagan živel na otoku na jezeru. Constantine Zuckerman k temu dodaja, da je Ibn Rustah uporabil tekst neznanega avtorja iz okoli leta 870 in poskušal natančno prenesti naslove vseh vladarjev, ki jih je opisal njihov avtor, zato so Ibn Rustahovi zapisi še bolj dragoceni. Muslimanski zgodovinar v svoji razpravi omenja samo dva kagana – kagana Hazarije in Rusije. 
Drugi podatki o Ruskem kaganatu, ki so skoraj iz njegovega obdobja, prihajajo od al-Jakubija, ki je leta 889 ali 890 zapisal, da so kavkaški gorščaki med arabskim obleganjem leta 854 za pomoč zaprosili vladarje (sahib) al-Ruma (Bizantinskega cesarstva), Hazarije in al-Saqaliba (Slovanov).
Hudud al-Alam, besedilo neznanega arabskega geografa iz poznega 10. stoletja, omenja ruskega vladarja kot ruskega kagana. Ker se neznani avtor Hudud al-Alama sklicuje na številne vire iz 9. stoletja, med njimi tudi na Kordabega, je mogoče, da so omembe ruskega kagana prepisane iz bolj zgodnjih besedil iz obdobja pred Rurikom in ne odražajo takratne politične realnosti. Ruskega kagana omenja tudi perzijski geograf Abu Said Gardizi in ga v svojem delu Zayn al-Akbar imenuje "khaqan-i rus". Tudi on se podobno kot drugi muslimanski geografi sklicuje na izročilo iz 9. stoletja.
Omenjeni viri izpričujejo, da so se v Kijevski Rusiji še v krščanskem obdobju spominjali naslova kagan. Metropolit Hilarion Kijevski je v svojem delu Slovo o Zakone i Blagodati (Pridiga o zakonu in milosti) iz leta okrog 1150, ki je najstarejše ohranjeno delo stare kijevske ruske literature, uporabil naslov kagan za velika kneza Kijevske Rusije Vladimirja I. Kijevskega in Jaroslava I. Modrega. Hilarijon omenja Vladimirja kot "velikega kagana naše dežele" (velikago kagana našea zemlja, Vladimira), Jaroslava pa kot "našega pobožnega kagana".
Grafit na severni galeriji katedrale svete Sofije, ki pravi "O Bog, odreši našega kagana" (Spasi gospodi, kagana našego), se verjetno nanaša na Svjatoslava II. (1073-1076). Naslov kagana se omenja še v poznem 12. stoletju v Zgodbi o Igorjevem vojnem pohodu kot "kogan Oleg" in se, po izročilu, nanaša na Olega Tmutarakanskega.

## Datiranje
Vsi razpoložljivi primarni viri verodostojno trdijo, da se je naslov kagana za ruske vladarje uporabljal zelo malo časa, v grobem od obiska njegovih ambasadorjev v Konstantinoplu (838) do Bazilijevega pisma (871). Vsi bizantinski viri po Baziliju I. ruske vladarje imenujejo arhont. Kasnejši kijevski avtorji so očitno zopet obudili naslov kagana kot poveličevalni pridevek vladajočih knezov namesto veljavnega političnega naslova knez, ki je bil sicer ustaljen naslov ruskih vladarjev. Ruski knjaz in germanski könig kljub etimološki sorodnosti nimata nobene povezave.
Datiranje obstoja kanata je predmet mnogih razprav in še vedno ni povsem jasno. Omeljan Pricak postavlja ustanovitev kanata v obdobje 830-840. Ruski zgodovinar Pavel Smirnov je v 20. letih 20. stoletja zatrjeval, da je Ruski kaganat nastal okrog leta 830 in da je bil takoj zatem uničen zaradi selitve madžarsko-kavarske plemenske zveze proti Karpatom. Natančnost takšnih trditev je sicer vprašljiva, po drugi strani pa je res, da noben vir ne omenja Rusov ali njihovih kaganov pred letom 830.
Enako sporne so bile razprave o njegovem razpadu. Naslov kagan se ne omenja niti v rusko-bizantinskih državnih pogodbah iz leta 907, 911 in 944, niti v De Ceremoniis, dokumentu o bizantinskih ceremonijalih na dvoru Konstantina VII. leta 945, v katerem so zelo natančno dokumentirani naslovi vseh tujih vladarjev. Poleg tega arabski pisec in popotnik ibn Fadlan v svoji knjigi Kitāb ilā Mulk al-Saqāliba (922) opisuje ruskega vladarja kot kralja (malik). Iz teh dejstev je zgodovinar Peter Golden z argumentum ex silentio (pomanjkanje dokazov) zaključil, da je kaganat razpadel med letoma 871 in 922, medtem ko Zuckermann trdi, da odsotnost naslova kagan v rusko-bizantinskih pogodbah dokazuje, da je kaganat razpadel pred letom 911.

## Lega
Lega Ruskega kaganata je predmet razprav že od zgodnjega 20. stoletja. Po eni od skrajnih teorij naj bi bil kaganat nekje v Skandinaviji ali še bolj zahodno na nekdanjem otoku Walcheren v izlivu reke Šelde na Nizozemskem. Popolno nasprotje tej teoriji je teorija Georga Vernadskega, da je imel kagan sedež na vzhodnem Krimu ali na polotoku Taman in da leži otok, ki ga opisuje Ibn Rustah, najverjetneje v izlivu reke Kuban. Nobena od obeh teorij nima prav veliko privržencev, ker niso arheologi na Krimu odkrili nobenih dokazov o slovansko-skandinavskih naselbinah iz 9. stoletja in ker noben nordijski vir ne omenja kaganov v Skandinaviji.
Sovjetsko zgodovinopisje, katerega glavna predstavnika sta Boris Ribakov in Lev Gumiljev, postavlja prestolnico kaganata v Kijev in domneva, da sta bila Askold in Dir edina kagana z znanima imenoma. Teoriji, da je bil Kijev prestolnica kaganata, se je pridružil tudi Mihail Artamanov, ki je vztrajal pri svojem mnenju še v 90. letih 20. stoletja.
Večina zahodnih zgodovinarjev tej teoriji ugovarja, ker ni dokazov, da je bil Kijev naseljen pred letom 880. Arheoloških najdb iz tega obdobja v okolici Kijeva skorajda ni. Posebno težavo povzroča odsotnost kovanega denarja, ki bi lahko dokazal, da je dneperska trgovska pot, ki je bila hrbtenica kasnejše Kijevske Rusije, delovala že v 9. stoletju. Zuckermann je na osnovi svojih raziskav in arheoloških odkritij zaključil, da je bil Kijev sprva trdnjava na hazarski meji z Levedijo in da se je področje srednjega Dnepra začelo gospodarsko razvijati po letu 889, ko so se Madžari odselili proti zahodu.
Številni zgodovinarji, predvsem Vasilij Bartold, zagovarjajo bolj severno lego kaganata. Ti zgodovinarji želijo poudariti, da je ibn Rustahovo poročilo edina zgodovinska opora za določitev lege kaganata. Nedavne arheološke raziskave, ki jih je vodil Dimitrij Mačinski, so povečale verjetnost, da je država temeljila na skupini naselij ob reki Volhov, med katerimi si bili Ladoga, Ljubša, Duboviki, Alaborg in Holmgard. Naselja so bila na začetku večinoma majhna mesta ali morda samo oskrbovalne postaje, v katerih se je trgovalo in menjavalo blago. Če so ibn Rustahove trditve točne, so Rusi v času kaganata obširno uporabljali volško trgovsko pot za trgovanje s Srednjim Vzhodom, morda tudi preko bolgarskih in hazarskih posrednikov. Njegov opis "Ruskega otoka" namiguje na to, da je bilo njihovo središče Holmgard, srednjeveški predhodnik Velikega Novgoroda, katerega ime se iz stare skandinavščine prevaja kot "grad na rečnem otoku". Novgorodska prva kronika opisuje nemire v Novgorodu preden so okoli leta 860 povabili Rurika, naj jim vlada. Ta zapis je vzpodbudil Johannesa Brøndsteda k trditvi, da je bil Holmgard-Novgorod glavno mesto kaganata že nekaj desetletij pred Rurikovim prihodom, se pravi tudi leta 839, ko ga je obiskala delegacija Bizantinskega cesarstva. Mačinski sprejema to teorijo s pripombo, da je bilo pred vzponom Holmgarda-Novgoroda glavno politično in ekonomsko središče področja v Aldeigji-Ladogi.

## Nastanek
Tudi nastanek Ruskega kaganata je precej nejasen. Prvi Skandinavci so se naselili v spodnjem toku reke Volhov sredi 8. stoletja. Njihovo ozemlje je obsegalo okolico današnjega Sankt Peterburga, Novgoroda, Tvera, Jaroslavlja in Smolenska in se je imenovalo Gardarike – dežela utrdb. Nordijski vojskovodje, katere so turško govoreča stepska plemena imenovala "köl-beki" ali "kralji jezer", so obvladovali tudi dele ozemelj, ki so bila naseljena z ugrofinskimi in slovanskimi ljudstvi, predvsem vzdolž volške trgovske poti, ki je povezovala Baltik s Kaspijskim jezerom in Serklandom (Abasidski kalifat).
Podobno kot datiranje in lokacija kaganata, je tudi poreklo ruskih kaganov predmet obširnih razprav. Lahko bi bili Skandinavci ali domorodni Finci in Slovani, še najbolj verjetno pa so bili mešanega porekla.
Omeljan Pricak je teoretiziral, da je bil hazarski kagan Kan-Tuvan Diggvi po izgubljeni državljanski vojni izgnan iz države in se je s svojimi pristaši naselil v nordijsko-slovanskem naselju Rostov. Poročil naj bi se v lokalno skandinavsko plemiško družino in postal začetnik dinastije ruskih kaganov. Zuckermann je Pricakovo teorijo zavrnil kot nevzdržno špekulacijo, ker ni v virih iz tistega obdobja nobene omembe hazarskega kagana, ki bi pobegnil in iskal zatočišče pri Rusih, povezave med hazarskimi in zgodnjimi ruskimi monarhi pa so vsekakor možne. Takšno trditev podpira uporaba stilizirane trizobe tamge oziroma pečata, ki so ga uporabljali kasnejši kijevski vladarji, na primer Svjatoslav I. Kijevski. Podobne tamge so arheologi našli v ruševinah, ki so nedvomno hazarskega izvora. Rodoslovne povezave med ruskimi kagani iz 9. stoletja in kasnejšimi vladarji iz Rurikove dinastije, če so sploh bile, zaenkrat niso znane.
Večina zgodovinarjev se strinja, da so si naslov kagan Rusi izposodili od Hazarov, sporne pa so okoliščine, v katerih so si ga sposodili. Peter Golden domneva, da je bil Ruski kaganat marionetna država, ki so jo ustanovili Hazari v porečju Oke, da bi zavračala napade Madžarov. Njegove trditve, da so bili Rusi podložniki Hazarov, ne podpira noben vir iz 9. stoletja, za tuje opazovalce, kakršen je bil na primer ibn Rustah, pa med naslovi hazarskih in ruskih vladarjev ni bilo nobene bistvene razlike. Anatolij Novoselcev predpostavlja, da so Rusi privzeli naslov kagana zato, da bi se izenačili s Hazari. To teorijo zagovarja tudi Thomas Noonan, ki trdi, da so bili ruski poglavarji v 9. stoletju ohlapno povezani pod vlado enega od "morskih kraljev" in da je ta "veliki kralj" privzel naslov kagana, ki mu je dal legitimnost v očeh njegovih podložnikov in sosednjih držav. Naslov kagana naj bi po njegovi teoriji pomenil, da njegov nosilec vlada po božji volji.

## Gospodarstvo
Hrbtenica kaganatskega gospodarstva je bila volška trgovska pot. V Skandinaviji se med izkopavanji pogosto odkrijejo kovanci iz 9. stoletja, predvsem dirhami iz Abasidskega kalifata in drugih muslimanskih držav. Kovanci so pogosto razsekani na manjše dele in popisani z runami. Do sedaj so v evropski Rusiji in na področju Baltika odkrili več kot 228.000 arabskih kovancev. Skoraj 90 % teh kovancev je prišlo v Skandinavijo po volški trgovski poti in nič nenavadnega ni, da je bil dirham osnova monetarnega sistema Kijevske Rusije.
Glavni vir dohodkov Rusov, ki se po ibn Rustahovem pričevanju niso ukvarjali s poljedelstvom, je bila trgovina: "(Rusi) nimajo obdelanih polj in so odvisni od dobrin, ki jih dobijo iz slovanskih (al-Saqaliba) dežel. Nimajo nobenih posesti, vasi in polj. Njihovo edino opravilo je trgovanje s soboljevim, veveričjim in drugimi krzni, dobljeni denar pa hranijo v pasovih." Ruski trgovci, ki so po Volgi potovali do Gorgana in Abaskuna na jugovzhodni obali Kaspijskega jezera, so plačevali dajatve Bolgarom in Hazarom. Včasih so potovali celo do Bagdada.

## Vladanje
Arabski pisec in popotnik Ahmed ibn Fadlan je leta 922 zapisal, da je imel ruski vladar, podobno kot hazarski kagan, bolj malo resnične oblasti. Politična in vojaška moč je bila v rokah njegovega zastopnika, ki "poveljuje vojski, napada njegove nasprotnike in ga zastopa pred podložniki." Najvišji ruski vladar zato "nima drugih dolžnosti, kot da se ljubi s svojimi sužnjami, popiva in se zabava". Njegova osebna straža je štela štiristo mož, "ki so pripravljeni zanj umreti. Teh štiristo mož sedi pod njegovim kraljevskim prestolom, ki stoji na veliki, bogato okrašeni ploščadi, na kateri je tudi štirideset suženj iz njegovega harema". Ibn Fadlan pravi, da ruski vladar skoraj nikoli ni zapustil svojega prestola in da so mu tudi takrat, "ko se mu je zahotelo jahanja, pripeljali konja prav do prestola".
Perzijski raziskovalec in geograf Ahmed ibn Rustah po drugi strani poroča, da je imel kagan odločilno besedo pri poravnavanju sporov med svojimi podložniki, vendar njegova razsodba ni bila zavezujoča. Če se eden od udeležencev v sporu s kaganovo odločitvijo ni strinjal, je lahko spor rešil z dvobojem, ki je potekal "v prisotnosti tožnikovega sorodnika, ki je stal na bojišču z dvignjenim mečem. Mož, ki je bil v boju boljši, je obrnil kaganovo odločitev v svojo korist".
Razhajanje med relativno nemočnim naslovnim vladarjem in veliko močjo njegovih podložnikov kaže na hazarski sistem vladanja, v katerem je bil kagan duhovni vodja z omejenimi pooblastili, za upravo in vojaške zadeve pa je bil pristojen kagan bek, ki je bil samo načelno podrejen kaganu. Sistem vladanja se je ujemal tudi z germanskim sistemom, v katerem se je oblast lahko delila med kraljem in poveljnikom vojske. Nekateri poznavalci trdijo, da je bila podobna tudi delitev oblasti med Igorjem in Olegom Kijevskim v zgodnjem 10. stoletju in Askoldom in Dirom v poznem 9. stoletju.
Ločenost duhovnega vladarja in vojaškega poveljnika je razvidna iz rekonstrukcije njunih odnosov, ni pa znano, ali je to del zapuščine, ki se je iz Ruskega kaganata prenesla na njegovo naslednico Kijevsko Rusijo. Kneževine v zgodnji Kijevski Rusiji so imele v sistemu vladanja, vojaški organizaciji in pravnem sistemu nekatere značilnosti, ki so bile primerljive s Hazari in drugimi stepskimi ljudstvi. Nekateri zgodovinarji so prepričani, da so se te značilnosti prenesle v Kijevsko Rusijo od Hazarov preko ruskih kaganov.

## Običaji in vera
Arheološka izkopavanja v Ladogi in drugih mestih v severni Rusiji, ki potekajo že od leta 1820, so pokazala, da so v ruskih običajih opazni predvsem skandinavski vplivi. Odkritja so skladna tudi z ibn Fadlanovimi in ibn Rustahovimi zapisi.
Ibn Rustah je opisal pogreb ruskega plemiča, katerega so skupaj s hrano, amuleti, denarjem in drugimi predmeti ter njegovo najljubšo ženo položili v "grob, ki je podoben veliki hiši. Vrata groba so nato zaprli in žena je v grobu umrla". Obširne dokaze o ruskih pogrebnih gomilah in kamnitih spomenikih je zbral tudi ibn Fadlan in priložil runski napis na kosu lesa. Ibn Rustah je med drugim podrobno opisal kremiranje plemiča na pogrebni ladji, h kateremu je spadalo tudi žrtvovanje živali in ljudi. 
Kadar je umrl reven človek, so ga položili na majhno pogrebno ladjo in ga sežgali. Kadar je umrl plemič, je bil pogreb mnogo bolj zapleten. Njegovo premoženje so razdelili na tri dele: prvi del je dobila njegova družina, drugega so potrošili za pogrebno slovesnost, tretjega pa za pivo, ki so ga spili na dan kremiranja. Ena od pokojnikovih suženj je privolila v prostovoljno smrt, da bi se pridružila svojemu gospodarju v raju. Pokojnika so na dan kremiranja izkopali iz groba, ga oblekli v pražnja oblačila in položili na posebej za to zgrajeno pogrebno ladjo. Izbrano dekle se je nato ljubilo s pokojnikovimi sorodniki in prijatelji, potem pa so jo ubili in položili na ladijski krov poleg pokojnega gospodarja. Ladjo je nato zažgal pokojnikov najbližji sorodnik. Pogreb so zaključili z nasipanjem okrogle gomile.
Duh neodvisnosti in podjetnosti, ki so ga Rusom vbijali v glavo od samega rojstva, je na zgodovinarje zgodnjega srednjega veka naredil globok vtis. Ibn Rustah o tem piše: "Kadar se rodi sin, ga oče z mečem v roki vrže na tla in reče: 'Nobene lastnine ti ne bom zapustil. Imel boš samo tisto, kar si boš priboril z orožjem.'" Al-Marwazi k temu dodaja, da je očetovo premoženje podedovala njegova hčerka. 
Enako grob individualizem se kaže tudi v njihovem obravnavanju bolezni. Ibn Fadlan o tem piše: "Kadar kakšen Rus zboli, ga položijo v šotor in mu prinesejo kruha in vode. Bolnika ne obiskujejo in se z njim ne pogovarjajo, še posebno če je podložnik. Če ozdravi, se jim pridruži, če umre ga pa sežgejo. Zgodi se tudi, da podložnika prepustijo psom in jastrebom".
Glede spolnosti so bili Rusi zelo liberalni. Ibn Fadlan o tem piše, da se njihov kralj ni nič sramoval, ko se je javno ljubil z eno od suženj iz svojega harema. Ko so ruski trgovci prišli do Volge, so se javno ljubili s sužnjami, ki so jih pripeljali naprodaj, kar je pogosto preraslo v javne orgije.
Ibn Fadlan in ibn Rustah opisujeta Ruse kot pobožne pogane. Ibn Rustah in za njim Garizi poročata, da imajo ruski šamani ali "zdravilci" (attiba) velik vpliv na preprosto prebivalstvo. Ibn Rustah pravi, da se šamani obnašajo, "kot da je vse njihovo". Odločajo o tem, katera ženska, moški ali žival bo žrtvovana in na njihovo odločitev ni nobenega ugovora. Šaman je izbrano žrtev, človeka ali žival, obesil na drog, dokler ni umrla.
Ibn Rustah nam je zapustil tudi opis ruskih trgovcev, ki so molili za uspešno trgovanje: "Molili so pred lesenim kolom s človeku podobnim obrazom, obdanim z manjšimi podobami, za njim pa je bilo več v zemljo zabitih drogov". Če trgovanje ni steklo, so število darov povečali in če še vedno ni teklo, kot bi želeli, so začeli darovati tudi manjšim idolom. Če je bilo trgovanje uspešno, so žrtvovali še kakšno govedo ali ovco in ju včasih razdelili med reveže.
Bizantinski viri poročajo, da so Rusi v poznih 60. letih 9. stoletja let prevzeli krščanstvo. Patriarh Fotij I. v svoji encikliki iz leta 867 piše o navdušenem pokristjanjevanju Rusov, katerim je pred tem poslal svojega škofa. Cesar Konstantin VII. pripisuje zasluge za pokristjanjenje svojemu staremu očetu Baziliju I. in patriarhu Ignaciju in ne njihovima predhodnikoma Mihaelu III. in Fotiju. Konstantin pravi, da so Bizantinci navdušili Ruse za krščanstvo s svojimi prepričljivimi besedami in bogatimi darili, med katerimi je bilo tudi zlato, srebro in dragocene tkanine. Ponavlja tudi tradicionalno zgodbo, da je na pogane še posebno velik vtis naredil čudež: knjiga evangelijev, ki jo je nadškof vrgel v ogenj, je ostala nepoškodovana.
Perzijski geograf ibn Hordadbeg je v poznem 9. stoletju zapisal, da so se Rusi, ki so prišli v muslimanske dežele "razglašali za kristjane ". Sodobni zgodovinarji imajo glede pokristjanjevanja Ruskega kaganata deljena mnenja.

## Odnosi s sosednjimi državami
V analih sv. Bertina piše, da je leta 838 delegacija Ruskega kaganata obiskala Bizantinsko cesarstvo. Razlog njihovega obiska je med zgodovinarji še vedno predmet razprav. Aleksej Aleksandrovič Šahmatov dokazuje, da je imela delegacija dve nalogi: vzpostaviti prijateljske odnose z Bizantinskim cesarstvom in odpreti pot do Švedske preko zahodne Evrope. Constantine Zuckermann trdi, da so se ruski ambasadorji prišli pogajat o miru po svojem neuspelem pohodu v Paflagonijo v 30. letih 9. stoletja. Georgij Vernadski povezuje njihovo misijo z gaditvijo trdnjave Sarkel leta 833. Bizantinski viri ruske delegacije sploh ne omenjajo in patriarh Fotij je še leta 860 za Ruse izjavil, da so "neznano ljudstvo".
Po mnenju Vernadskega so Hazari in Grki zgradili trdnjavo Sarkel v bližini kraja, kjer so pretovarjali blago, ki je potovalo med Donom in Volgo, da bi to strateško točko obranili pred Rusi. Drugi zgodovinarji so prepričani, da je bil Sarkel zgrajen za opazovanje ali obrambo pred Madžari in drugimi stepskimi plemeni in ne zaradi Rusov. Ukrajinski zgodovinar Mihajlo Gruševski navaja, da so razpoložljivi viri v tem pogledu nejasni. Ioanes Skilices, grški zgodovinar iz 11. stoletja, trdi, da je bil Sarkel "čvrst branik proti Pečenegom", ničesar pa ne pove o njegovemu prvotnemu namenu.
Leta 860 so Rusi z 200 ladjami oblegali Konstantinopel. Bizantinska kopenska vojska in mornarica sta bili takrat daleč od prestolnice, zato je bila zelo ranljiva. Čas napada kaže na to, da so bili Rusi zaradi dobrih trgovskih zvez in drugih odnosov, ki se po misiji leta 838 niso prekinili, dobro seznanjeni o notranjih razmerah v cesarstvu. Ruski vojaki so opustošili predmestje Konstantinopla in se 4. avgusta umaknili.
Rusi so živahno trgovali s Hazarijo. Perzijski geograf ibn Kordabeg (okrog 820–912) je v Kitāb al Masālik w’al Mamālik (Knjiga poti in kraljestev) zapisal, da "gredo preko Slovanske reke (Don) v hazarsko mesto Kamlidž, kjer hazarski vladar od njih pobira desetino". Nekateri sodobni komentatorji iz arabskih virov sklepajo, da so imeli stiki s Hazarijo pomemben vpliv na politično kulturo v Ruskem kaganatu. Odnosi med Rusi in Hazari so se po letu 864 zaradi ruskih pohodov proti Kaspijskemu jezeru ohladili.

## Propad
Kmalu potem, ko je patriarh Fotij obvestil druge pravoslavne škofe o pokristjanjenju Rusov, so bila vsa središča Ruskega kaganata v severozahodni Rusiji uničena. Arheološka odkritja so pokazala, da so bili Holmgard, Aldeigja, Alaborg in Izborsk v obdobju med letoma 860 in 880 do tal požgani. Nekatera naselja so bila po požaru za vedno zapuščena. 
Zgodovina minulih let opisuje upor poganskih Slovanov in Čudov (finsko ljudstvo) proti Varjagom, ki so pripluli čez Baltik leta 862. Novgorodska prva kronika, ki je po mnenju Šahmatova bolj zanesljiva, za to obdobje ne omenja nobenega upora. Nikonova kronika iz 16. stoletja pregon Varjagov pripisuje legendarnemu poglavarju Ilmenskih Slovanov Vadimu Hrabremu. Ukrajinski zgodovinar Mihajlo Brajčevski Vadimov upor imenuje "poganska reakcija" na pokristjanjevanje Rusov. Obdobje nemirov in anarhije je po Zuckermannovem mnenju trajalo približno od leta 875 do leta 900. Odsotnost srebrnega denarja v obdobju med letoma 880 in 900 kaže na to, da je volška trgovska pot prenehala obstajati, kar je povzročilo "prvo evropsko srebrno krizo".
Po obdobju gospodarskega zastoja in političnega prevrata je regija okrog leta 900 začela oživljati. Zuckermann oživljanje pripisuje prihodu Rurika in njegovih mož, ki so svojo pozornost iz doslej neznanega vzroka preusmerili z Volge na Dneper. Skandinavski naselji v Ladogi in Novgorodu sta oživeli in se začeli hitro razvijati. V prvem desetletju 10. stoletja so v Gnezdovu ob Dnepru v bližini današnjega Smolenska ustanovili veliko trgovsko postajo. V približno istem času se je v pomembno mestno središče ob Dnepru razvil tudi Kijev.
Usoda Ruskega kaganata in proces, ki je povzročil njegovo preobrazbo ali vključitev v Kijevsko Rusijo, je nejasen. Izgleda, da je imela Kijevska Rusija zelo nedoločene predstave o obstoju kaganata. Slovanski viri ne omenjajo niti pokristjanjevanja Rusov v 60. letih 9. stoletja niti vojaškega pohoda v Paflagonijo v 30. letih istega stoletja. Omembo ruskega obleganja Konstantinopla v 60. letih 9. stoletja so si avtorji Zgodovine minulih let sposodili iz grških virov, kar kaže na pomanjkanje domačega pisnega izročila.